# Johnny Otis
| Johnny Otis                               | Johnny Otis                               |
| Kattints az alábbi külső linkek egyikére! | Kattints az alábbi külső linkek egyikére! |
| ----------------------------------------- | ----------------------------------------- |
| Nem található szabad kép.(?)              |                                           |
| külső link · jogvédett                    | Johnny Otis                               |

Johnny Otis (Vallejo, 1921. december 28. – Los Angeles, 2012. január 17.) amerikai dzsesszénekes, zenekarvezető, újságíró, impresszárió.
Johnny Otisnak döntő hatása volt az R&B-re és a rock and rollra. Számos művészt fedezett fel, köztük Esther Phillips-et, Etta Jamest, Alan O'Dayt, Big Mama Thorntont, Johnny Ace-t, Jackie Wilsont, Little Willie Johnt, Hank Ballard-ot...
Otist a Rhythm and Blues keresztapjának nevezték.

## Pályafutása
Görög bevándorlók fia volt. Tinédzserként megtanult dobolni, aztán zongorázni és énekelni is. Először a Count Matthews & his West Coast House Rockers nevű iskolai zenekarával lépett fel. Aztán Count Basie és Harlan Leonard zenekarában játszott. 1945-ben megalapította saját dzsesszzenekarát. Hamarosan megjelent egy tisztán instrumentális slágere, a Harlem Nocturne.
1947-ben rhythm and blues zenekart alapított, a California Rhythm and Blues Caravan-t. Többnyire tehetségkutató versenyekről válogatta zenészeit, köztük a például a 13 éves Esther Phillipst 1949-ben. Bandájával beutazta az államokat; fellépett vele „Little” Esther Phillips, a Little Miss Cornshucks, Mel Walker, Red Lythe, Pete Lewis, Devonia „Lady Dee” Williams, Sallie Blair és a The Robins.
Az 1950-es években  Otis már zongorázott is. 1950 és 1952 között nyolc dala szerepelt az R&B toplistákon, köztük az emlékezetes Double Crossing Blues is. Far Away Christmas Blues pedig már került fel a slágerlistákra, és elérte a 4. helyet.
Az 1950-es-1960-as években mint producer is dolgozott. Azok a művészek, akikkel akkoriban együttműködött: Johnny Ace, Hank Ballard, Big Mama Thornton, (akivel a Hound Dog című dal készült), Jackie Wilson, Big Joe Turner, T-Bone Walker, Marie Adams, Don Cherry.
1954-ben egy Los Angeles-i rádióállomás DJ-jeként dolgozott és feloszlatta zenekarát. Nem sokkal ezután új együttest alapított, a The Johnny Otis Show-t. 1957-ben és 1958-ban volt néhány slágere. 1969-re Otisnak összesen négy további dala volt az amerikai slágerlistákon.
1971-ben a Monterey Jazz Festival-on lépett fel Eddie "Cleanhead" Vinson, Gene Mighty Flea Conners, Esther Phillips, Big Joe Turner, Roy Milton, Pee Wee Crayton, Ivory Joe Hunter, Roy Brown, Margie és Delmar Evans társaságában.
Az 1970-es évek folyamán azonban Otis kivonulóban volt a zenei életből. Festészettel és modellezéssel kezdett foglalkozni. 1978-ban pap lett a Landmark Community Church-ben.
1981-ben viszont visszatért a 31 fős New Johnny Otis Show-val, amely blues, soul és rock and rollt játszott. 1990-ben megnyílt a Johnny Otis Market & Deli, amely egy kávézót, egy éjszakai klubot és egy gyógyszertárat egyesített.
1965-ben megjelent a Listen to the Lambs című önéletrajza.

## Albumok
- 1957: Rock ’n Roll Hit Parade Volume 1
- 1970: Stone Down Blues (Guitar Slim Green, Johnny Otis, Shuggie Otis)
- 1973: Great Rhythm & Blues Oldies Volume 3
- 1977: Great Rhythm & Blues Oldies Volume 8

## Filmek
- Johnny Otis az IMDb-n

## Fordítás
Ez a szócikk részben vagy egészben  a   Johnny Otis című német Wikipédia-szócikk ezen változatának fordításán alapul.  Az eredeti cikk szerkesztőit annak laptörténete sorolja fel. Ez a jelzés csupán a megfogalmazás eredetét és a szerzői jogokat jelzi, nem szolgál a cikkben szereplő információk forrásmegjelöléseként.